# Ina (nome)
Ina è un nome proprio di persona femminile diffuso in diverse lingue.

## Origine e diffusione
Si tratta principalmente di un ipocoristico, attestato a partire dal XIX secolo, dell'ampia schiera di nomi femminili che terminano in -ina, come ad esempio Caterina, Carolina, Valentina, Marina, Guglielmina, Rosina, Regina e via dicendo; con quest'uso è attestato in diverse lingue, fra cui inglese, tedesco, olandese, danese, svedese, norvegese, limburghese, lettone e sloveno.
In inglese, la tradizione onomastica è però più complessa: in primo luogo, può costituire una variante di Ena, una forma anglicizzata dei nomi gaelici Eithne e Aodhnait. In secondo luogo, esistono tre sante così chiamate, due irlandesi ed una gallese; il nome di quest'ultima, che sarebbe stata una figlia di Ceredig, è di origine incerta, forse dal termine gallese un ("uno"), mentre nel caso delle altre due si tratta probabilmente di varianti di nomi gaelici come Aine, Una e Anu, o anche di Agnes.

## Onomastico
L'onomastico si può festeggiare lo stesso giorno del nome di cui, eventualmente, costituisce un derivato.

## Persone

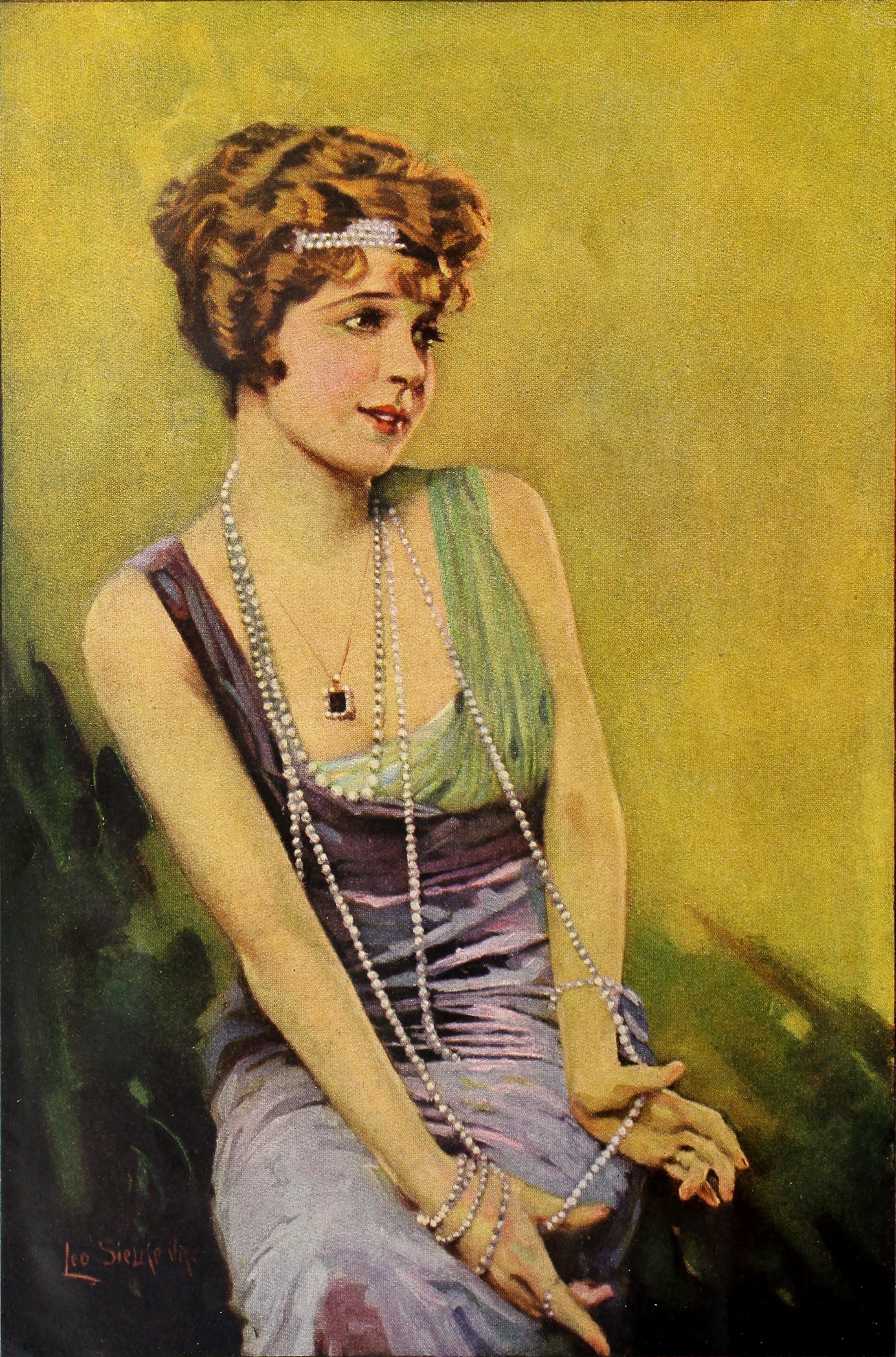
Ina Claire

- Ina Maria di Bassewitz-Levetzow, principessa di Prussia
- Ina Balin, attrice statunitense
- Ina Beyermann, nuotatrice tedesca
- Ina Brouwer, politica e avvocata olandese
- Ina Claire, attrice statunitense
- Ina Coolbrith, poetessa, scrittrice e giornalista statunitense
- Ina Deter, cantante tedesca
- Ina Kleber, nuotatrice tedesca
- Ina Müller, cantante e conduttrice televisiva tedesca
- Ina Praetorius, teologa ed economista svizzera
- Ina Souez, soprano statunitense
- Ina Tosi, scrittrice italiana
- Ina Wroldsen, cantautrice norvegese
- Ina Žukava, ginnasta bielorussa